# Esferamundi de Grecia
Esferamundi de Grécia é uma série de livros de cavalaria do século XVI, escritos por Mambrino Roseo e publicados entre 1558 e 1565. Correspondem aos livros décimo terceiro, décimo quarto, décimo quinto, décimo sexto, décimo sétimo e décimo oitavo da série de Amadís de Gaula.  Seguindo o recurso da falsa tradução, o autor diz ter traduzido os textos de originais espanhóis, motivo pelo qual alguns eruditos consideraram a possibilidade de que ao menos o primeiro livro da série tivesse sido escrito em língua espanhola, mas não há nenhum indício de que alguma vez tenha existido tal original, e nem sequer que se tenha publicado uma tradução ao espanhol.